# Fontaine des Innocents
Fontaine des Innocents, även benämnd Fontaine des Nymphes, är en fontän på Place Joachim-du-Bellay i Quartier des Halles i Paris första arrondissement. 
Den första fontänen på denna plats uppfördes omkring år 1260 vid den numera försvunna kyrkan Saints-Innocents. På initiativ av Henrik II ersattes denna fontän år 1548 med en ny, ritad av Pierre Lescot med skulpturer av Jean Goujon. Goujon utförde nymfer i åtsmitande draperingar.
År 1786 revs kyrkan Saints-Innocents och fontänen hotades av rivning, men den räddades av arkeologen och arkitekturhistorikern Antoine Chrysostome Quatremère de Quincy och nedmonterades och återuppfördes i närheten.
Fontaine des Innocents är sedan år 1862 ett monument historique.

## Bilder
| - Place Joachim-du-Bellay med Fontaine des Innocents. - Nymf. - Nymf. |

## Omgivningar
- Saint-Eustache
- Hallarna
- Rue des Innocents